# Gunter von Schwarzburg Młodszy
Gunter von Schwarzburg Młodszy, także Guntherus de Schwarczburg, Guntherus iuvenis de Salzburg (ur. ?, zm. po 1336) – komtur pokrzywieński w latach 1321–1324, komtur gniewski w latach 1325–1330, komtur dzierzgoński w latach 1331–1334, wielki komtur w latach 1334–1336.

## Życiorys
Gunter wywodził się z rodu hrabiów Schwarzburg osiadłych w Turyngii. Był bliskim krewnym dwóch wysokich funkcjonariuszy zakonu krzyżackiego, rodzonych braci Guntera oraz Zygharda von Schwarzburg.
Do Prus Gunter von Schwarzburg przybył około 1304 roku. Początkowo związał się z dzierzgońskim konwentem, którego preceptorem był jego stryj Zyghard von Schwarzburg. W Dzierzgoniu przebywał blisko 20 lat, będąc od 1316 roku kompanem ówczesnego komtura i wielkiego szatnego Luthera von Braunschweig, przyszłego wielkiego mistrza. Znajomość ta miała wielkie znaczenie dla przyszłej kariery Guntera. W 1321 roku objął on stanowisko komtura Pokrzywna, by po blisko 4 latach zamienić je na urząd komtura Gniewu. Po wybraniu na wielkiego mistrza zakonu krzyżackiego ówczesnego komtura dzierzgońskiego Luthera von Braunschweig, Gunter von Schwarzburg Młodszy przejął po nim wakujący urząd. Komturem Dzierzgonia oraz wielkim szatnym był do roku 1334, kiedy osiągnął szczyt swojej kariery urzędniczej w zakonie krzyżackim. W tymże roku wielki mistrz Luther von Braunschweig powołał go na urząd wielkiego komtura, który Gunter sprawował prawdopodobnie do początku 1336 roku.